# 槌田誠
槌田 誠（つちだ まこと、1943年6月12日 - 1999年1月7日）は、岡山県都窪郡妹尾町（現：岡山市南区）出身のプロ野球選手（捕手、外野手）・コーチ。右投右打。

## 来歴・人物
倉敷工業2年次の1961年、投の二本柱である森脇敏正・永山勝利（東洋紡岩国）とバッテリーを組み、エース森脇を負傷で欠きながらも、3番・捕手として夏の甲子園に出場。1回戦で報徳学園と対戦したが、延長11回表に6点を奪いながらその裏に6点を取られて追いつかれ、12回裏にサヨナラ負けという、今も語り草の「奇跡の大逆転」を喫した。当時中学3年生の基満男がラジオにかじりついてこの試合を聞き、感動して報徳を受験し見事合格している。1年上のチームメイトに4番・中堅手の鎌田豊がいる。3年次の1962年も夏の甲子園に連続出場するが、2回戦で北海の松谷栄司に抑えられ完封負けを喫し、この時の控え選手には菱川章・杉本郁久雄がいた。
高校卒業後は1963年に立教大学へ進学。同期に村上公康がいて厳しい正捕手競争となったが、村上は2年で中退しプロ入り。東京六大学野球リーグでは、2年次の1964年秋季リーグから2季連続して5位に低迷するなど苦難の時代を歩むが、攻守の中心としてチームを立て直す。ブルペンでバケツをひっくり返し座って、先輩投手の球を受けた。槌田が「ここへ投げろ。」とミットを構えたが、球はミットを少し外れたりすると、槌田は「取って来い。」と先輩にも一切の妥協を許さなかった。4年次の1966年春季リーグでは同期の若月宏之（全大丸）・石川洵（全鐘紡）両エースを擁し7年ぶりに優勝し、自身も4番打者として戦後2人目の三冠王を獲得。チームメイトに小川亨、谷木恭平、溜池敏隆らがいた。リーグ通算50試合出場、174打数54安打、打率.310、7本塁打、34打点。ベストナイン2回。
同年のドラフト1位で読売ジャイアンツに入団するが、このドラフトで巨人は「1位指名」と目されていた同郷の平松政次を蹴って槌田を指名し、正捕手の森昌彦は会議当日に「巨人は、なかなかひと休みさせてくれないなぁ」と冗談半分、本音半分でもらした。入団前には盲腸炎の手術をし、実家で静養していたこともあった。1年目の1967年はキャンプ序盤の打撃練習で外野にもほとんど飛ばず、「練習不足か」と尋ねられると、「僕は実戦タイプやから練習ではよう打たんのですよ。だいたい試合前にポカポカ打つもんほど、試合では打てんですよ」と放言。若手ナインの中では「ほら吹きクレー」というニックネームもついたが、由来はボクシングのヘビー級世界チャンピオン、カシアス・クレイ（後のモハメド・アリ）である。開幕から二軍生活で、6月3日に一軍登録されると、翌4日の中日戦（後楽園）に中村稔の代打で初出場。5日の試合では森の代打で打席に立つも山中巽に三振を喫し、6日の大洋戦（川崎）では9回表にシーズン初の完封負けを目前にして、ベンチはまるで通夜のように静かであった。川上哲治監督はいつも通り後列の長椅子に腰を掛け、小さく貧乏揺すりを繰り返していた。その時に、まだ1本の安打すら打っていない槌田はベンチ前列から体を乗り出すようにして、突然大きなだみ声でこの回の先頭打者、高倉照幸に「行こうぜ、高倉さん。行こう!行こう!」と叫んだ。このひと声にベンチもよみがえり、誰もがいっせいに何かを叫び始めた。敗色濃厚であったが、槌田のこの闘志が川上を決心させ、宮田征典の代打に起用された槌田は急いでベンチ裏で素振りをした。自身プロ入り3打席目であったが、森中千香良のストレートはライナーで左中間席に飛びこんで行った。初安打が代打満塁本塁打という派手なデビューを果たし、試合後には「まぐれですよ。でも、一本打ちたかった。学生時代から通じて満塁ホームランなんて初めて。しかも、代打でなんて…」とコメント。金田正一に「こら、負けたときはもっと悲しそうな顔をしろ!」と、冗談まじりで怒られても、笑顔は消えなかった。インタビュー後に時計を見て「あっ、明日は東京とのイースタン戦があるんだ。川崎に間に合うかな?」と、日頃の習慣で、二軍戦に出場するつもりの槌田は慌てたが、そばにいた高橋一三が「行かなくっていいんです。明日は多摩川で練習ですよ」と教えた。その後は10月に4試合で先発マスクを被るにとどまる。
2年目の1968年には打率.320を記録するが、名捕手と謳われた森が正捕手として君臨している巨人ではなかなか出番はなかった。主に代打としての出場が中心となり、3年目の1969年には強肩を活かし外野手として9試合に先発出場。1970年には登録上も外野手となるが、ここでも柴田勲・高田繁・末次民夫という不動のレギュラーの壁は厚く、代打出場中心は変わらなかった。それでも1971年6月29日の阪神戦（甲子園）では0-0からの4回表に高田の先制適時打で1点を取った後一死一、二塁から槌田が左翼への3ラン本塁打を放つ。9回表にも柳田俊郎、長嶋茂雄の連続本塁打で2点を追加し、投げては先発堀内恒夫が代打桑野議の適時打による1点に抑え6-1で勝利している。讀賣新聞によると、江夏豊いわく槌田について「あいつの顔をみただけで疲れる。三振をとっても二人分くらい神経をつかう。パ・リーグへトレードに出してくれないかなあ」と江夏に嫌な顔をさせる「江夏殺し」の本領を発揮した試合となった。
1972年8月17日のヤクルト戦（後楽園）で松岡弘に8回2死まで完全に抑えられていた球団創立以来初の「完全試合」の危機を阻止、逆転勝利の口火を切る安打を放つなど土壇場に強さを発揮。1974年3月16日に地元・倉敷で行われた阪急とのオープン戦では1試合3本塁打の離れ技を演じ、その内の1本は場外本塁打であった。1975年シーズン僅か1安打であったが、9月18日のヤクルト戦（後楽園）で会田照夫から放ったその1安打は、球団ワースト記録の11連敗からの脱出を決める決勝適時打であった。
1977年にはヤクルトスワローズへ移籍し、槌田自身でヤクルトの戦力を冷静に分析したところ、「外人は足と肩が弱い。その間げきをつけば、レギュラーになれる」と見ていた。巨人時代から練習の虫であったが、自主トレーニングからガムシャラに練習をやり、元々槌田のガッツを買っていた広岡達朗監督も他のナインにはない槌田のひたむきさに惚れた。キャンプ打ち上げ寸前にコンバートされた三塁も無難にこなしたが、時間が経つにつれ調子を出してきたベテランの船田和英にポジションを奪われた。オープン戦後半には再び外野に逆戻りしたが、念願の開幕一軍切符を手にした。広岡は開幕戦で1番・右翼手での起用を決めたが、その後は活躍の場はなく、同年限りで現役を引退。
引退後は日本ハムファイターズ二軍バッテリーコーチ補佐（1978年 - 1979年）を経て、つけ麺チェーン店のオーナーを務めた。1999年1月7日、胃癌のため死去。55歳没。

## 詳細情報

### 年度別打撃成績
| 年 度      | 球 団      | 試 合 | 打 席 | 打 数 | 得 点 | 安 打 | 二 塁 打 | 三 塁 打 | 本 塁 打 | 塁 打 | 打 点 | 盗 塁 | 盗 塁 死 | 犠 打 | 犠 飛 | 四 球 | 敬 遠 | 死 球 | 三 振 | 併 殺 打 | 打 率 | 出 塁 率 | 長 打 率 | O P S |
| ---------- | ---------- | ----- | ----- | ----- | ----- | ----- | -------- | -------- | -------- | ----- | ----- | ----- | -------- | ----- | ----- | ----- | ----- | ----- | ----- | -------- | ----- | -------- | -------- | ----- |
| 1967       | 巨人       | 25    | 41    | 39    | 5     | 9     | 0        | 1        | 2        | 17    | 8     | 0     | 0        | 0     | 1     | 1     | 0     | 0     | 7     | 0        | .231  | .244     | .436     | .680  |
| 1968       | 巨人       | 37    | 58    | 50    | 10    | 16    | 2        | 1        | 3        | 29    | 5     | 2     | 0        | 0     | 0     | 4     | 0     | 4     | 10    | 1        | .320  | .414     | .580     | .994  |
| 1969       | 巨人       | 49    | 88    | 86    | 10    | 23    | 2        | 0        | 3        | 34    | 15    | 3     | 1        | 0     | 0     | 0     | 0     | 2     | 24    | 2        | .267  | .284     | .395     | .679  |
| 1970       | 巨人       | 12    | 15    | 14    | 1     | 3     | 0        | 0        | 1        | 6     | 3     | 0     | 1        | 0     | 0     | 1     | 0     | 0     | 2     | 1        | .214  | .267     | .429     | .695  |
| 1971       | 巨人       | 51    | 83    | 75    | 11    | 15    | 3        | 0        | 2        | 24    | 8     | 1     | 2        | 0     | 0     | 6     | 0     | 2     | 18    | 1        | .200  | .277     | .320     | .597  |
| 1972       | 巨人       | 51    | 72    | 70    | 9     | 19    | 2        | 0        | 2        | 27    | 10    | 2     | 2        | 0     | 0     | 2     | 0     | 0     | 16    | 2        | .271  | .292     | .386     | .677  |
| 1973       | 巨人       | 50    | 63    | 57    | 4     | 7     | 2        | 0        | 1        | 12    | 8     | 0     | 1        | 1     | 1     | 4     | 0     | 0     | 12    | 3        | .123  | .177     | .211     | .388  |
| 1974       | 巨人       | 38    | 34    | 29    | 5     | 8     | 3        | 0        | 0        | 11    | 3     | 1     | 2        | 1     | 0     | 3     | 0     | 1     | 7     | 0        | .276  | .364     | .379     | .743  |
| 1975       | 巨人       | 42    | 30    | 29    | 1     | 1     | 0        | 0        | 0        | 1     | 2     | 0     | 0        | 0     | 0     | 1     | 0     | 0     | 9     | 1        | .034  | .067     | .034     | .101  |
| 1976       | 巨人       | 85    | 19    | 19    | 12    | 3     | 0        | 0        | 0        | 3     | 1     | 2     | 2        | 0     | 0     | 0     | 0     | 0     | 4     | 1        | .158  | .158     | .158     | .316  |
| 1977       | ヤクルト   | 39    | 32    | 29    | 2     | 3     | 1        | 0        | 0        | 4     | 0     | 0     | 1        | 0     | 0     | 1     | 0     | 2     | 8     | 0        | .103  | .188     | .138     | .325  |
| 通算：11年 | 通算：11年 | 479   | 535   | 497   | 70    | 107   | 15       | 2        | 14       | 168   | 63    | 11    | 12       | 2     | 2     | 23    | 0     | 11    | 117   | 12       | .215  | .265     | .338     | .603  |

### 年度別守備成績
| 年度 | 試合 | 企図数 | 許盗塁 | 盗塁刺 | 阻止率 |
| ---- | ---- | ------ | ------ | ------ | ------ |
| 1969 | 13   |        | 1      | 0      | .000   |
| 1971 | 1    |        | 0      | 0      | ----   |
| 1977 | 1    |        | 2      | 0      | .000   |
| 通算 | 15   |        | 3      | 0      | .000   |

### 記録
その他の記録
- プロ初安打が満塁本塁打：1967年6月6日、対大洋ホエールズ戦、森中千香良から ※史上2人目

### 背番号
- 23（1967年 - 1977年）
- 72（1978年 - 1979年）